# Ляхович Костянтин Іванович
Костянти́н Іва́нович Ляхо́вич (6 серпня 1885 — 16 квітня 1921) — український архівіст, журналіст, громадський і політичний діяч. Зять письменника Володмира Короленка.

## Життєпис
Народився 6 серпня 1885 року у Острозі Острозького повіту Волинської губернії Російської імперії (тепер — місто Рівненського району Рівненської області України) у сім'ї міщанина-підприємця (за деякими архівними документами як місце народження вказано Хорол Полтавської губернії). Батько, Іван Ілліч Ляхович, мешкав у селі Аврамівка Хорольського повіту Полтавської губернії, був гласним Хорольського повітового земства, а згодом — жив у селі Півнева Гора поблизу Острога, де орендував млин.
Мав брата Миколу та сестру Анастасію.
За однією із версій — через те, що дядько Костянтина — Григорій Ілліч — працював управителем в економії села Пологи Миргородського повіту, а брат і сестра теж жили на Полтавщині (Микола служив у Хорольській земській управі, а Анастасія вчителювала в селі Кибинці Миргородського повіту), він не поїхав з батьком в Острог, а залишився в Полтаві.
У 1904 році — закінчив Полтавське Олександрівське реальне училище. Заробляв на життя приватними уроками.

### Політична, журналістська і громадська діяльність
Був членом РСДРП (меншовиків). Брав участь у революційних подіях 1905 року у Полтаві. Цього ж року був заарештований за те, що 26 грудня
в місті Костянтинограді на мітингу в народному домі «висловлював судження, що спонукали до неплатежів податків і невиконання військового обов'язку, а також до повалення існуючого державного устрою». Після звільнення в травні 1906 року продовжував партійну діяльність під безпосереднім керівництвом лідера полтавських меншовиків Арона Сандомирського.
Товаришував із письменником Володимиром Короленком, одружився з його дочкою Наталею (*1888-†1950).
У жовтні 1909 року — за політичну діяльність засуджений до довічного ув'язнення — поселення у Сибіру. Ляхович це рішення оскаржив. До закінчення розгляду справи його увязнили в полтавській тюрмі, а пізніше, як хворого на порок серця, під вартою помістили на лікування в Полтавський богоугодний заклад. За сприяння родини Короленків 16 грудня 1909 року Ляхович утік з-під варти й емігрував до Франції. Жив також і в Італії. Працював журналістом у соціалістичних газетах. Закінчив історичний факультет Тулузького університету. 
У 1914 році до Ляховича і доньки приїздив Володимир Короленко. Ляхович допомагав Короленку збирати матеріали для публіцистичних робіт.
25 травня 1917 року — повернувся до Полтави. Очолював місцеву організацію РСДРП (меншовиків). Жовтневий переворот у Петрограді засудив як «безглузду і авантюристичну витівку змовників».
Із 1917 по 1919 рік — співпрацював із газетою небільшовицьких соціалістичних партій, що виходила під різними назвами: «Свободная мысль», «Наша мысль», «Вольная мысль», «Свободная жизнь».
У 1917–1918, 1919, 1920 роках — депутат Ради робітничих і селянських депутатів, з якої двічі виключався за критику радянської влади. 
Навесні 1918 року Полтаву зайняли німці і гайдамаки. У юнкерському училищі, де розмістився штаб, почали катувати підозрюваних у більшовизмі. Ляхович неодноразово викривав знущання, вчинені над мешканцями Полтави, на засіданнях міської думи і в газеті «Свободная мысль». За це 6 серпня його арештували і відправили до концтабору у Брест-Литовський край. Від смерті врятувала революція у Німеччині. Разом із звільненими політв'язнями 8 грудня 1918 року Ляхович повернувся до Полтави.
У 1918 році став засновником, а з серпня 1918 року — першим директором Центрального історичного архіву Полтавщини.
Із 1919 року — завідувач підвідділу літератури та мистецтва Полтавського губернського відділу освіти. Організував збір у Полтаві і Полтавській губернії документів з історії краю та революційного руху, дбав про їх збереження. Передав до Полтавського краєзнавчого музею значну колекцію мистецьких творів і старожитностей. Голова Полтавського губернського виконавчого комітету Яків Дробніс писав про Ляховича: 
|  | Жертвуючи всім, часто з небезпекою для життя, збирав у скарбницях мистецтва все те, що можна було врятувати з хаосу руйнування та розгрому. |

Входив до Товариства любителів природи, яке ставило на меті створення в Полтаві центру наукової роботи. Статут Товариства написав основоположник геохімії, біогеохімії, автор теорії ноосфери, філософ і мислитель Володимир Вернадський, який мешкав на той час в Полтаві.
Із грудня 1920 року — секретар Володимира Короленка.

### Останні місяці життя
У березні 1921 році — заарештований більшовиками. Прохання Володимира Короленка про домашній арешт для Ляховича, з огляду на його хворобу, — спочатку не задовольнили. Але згодом голова Всеукраїнської надзвичайної комісії (ВУЧК) Василь Манцев надіслав до Полтави термінову телеграму:
|  | Одержанням цього негайно звільніть утримуваних у вас під арештом гр. Ляховича і Кривинську згідно з постановою Політбюро ЦВК КПУ. Повідомте, у чому вони звинувачуються. |

8 квітня 1921 року Ляховича звільнили, але в ув'язненні він захворів на сипний тиф. 9 квітня — Ляховича перенесли з тюрми додому, в будинок Володимира Короленка. В ніч на 16 квітня — Ляхович помер.
Похорони, які відбулись 17 квітня, вилилися у велику демонстрацію, в якій взяли участь близько 20 тисяч полтавців, переважно робітників. З Харкова прибув лідер меншовиків Сандомирський. Керував процесією меншовик Владовський, працівник губернської Ради профспілок.
У доповідній записці начальнику політвідділу ВУЧК зазначалося: 
|  | Зі смертю гр. Ляховича Полтавську організацію [РСДР] можна вважати обезголовленою. За винятком гр.гр. Гольденберга, Силенчука, Карлінського і Курбатова, переважна більшість членів полтавської організації РСДРП за своїм політичним вихованням і практичним застосуванням меншовицьких ідей не становить собою серйозної сили. Вони занадто молоді і «політично істеричні», щоб у процесі своєї діяльності не дискредитували свою партію. |